# Philodina nemoralis
Philodina nemoralis är en hjuldjursart som beskrevs av David Bryce 1903. Philodina nemoralis ingår i släktet Philodina och familjen Philodinidae. Inga underarter finns listade i Catalogue of Life.